# ناوچه کلاس آمیتیست
ناوچه کلاس آمیتیست (به انگلیسی: Amethyst-class corvette) یک کلاس از کشتی است که طول آن ۲۲۰ فوت (۶۷٫۱ متر) می‌باشد.